# اونسنس
اِونسنس (به انگلیسی: Evanescence) به معنی محو شدن تدریجی، یک گروه راک آمریکایی که در سال ۱۹۹۵ توسط ایمی لی خواننده و پیانیست، و بن مودی گیتاریست در آرکنسا تشکیل شد.
پس از ضبط آلبوم مستقلشان، گروه اولین آلبوم کامل خود با نام ساقط را در وایند-آپ رکوردز در سال ۲۰۰۳ منتشر کرد. ساقط بیش از 17 میلیون نسخه را در سراسر جهان فروخت و به گروه کمک کرد که دو جایزه از هفت نامزدی خود در گرمی را دریافت کند. یک سال بعد، اونسنس اولین آلبوم زندهٔ خود، هرجایی به‌جز خانه، که بیش از یک میلیون نسخه در سراسر جهان فروخت، منتشر کرد. در سال ۲۰۰۶ دومین آلبوم استودیوی گروه درب باز، منتشر شد که بیش از پنج میلیون نسخه فروش داشت.

## تاریخچه گروه

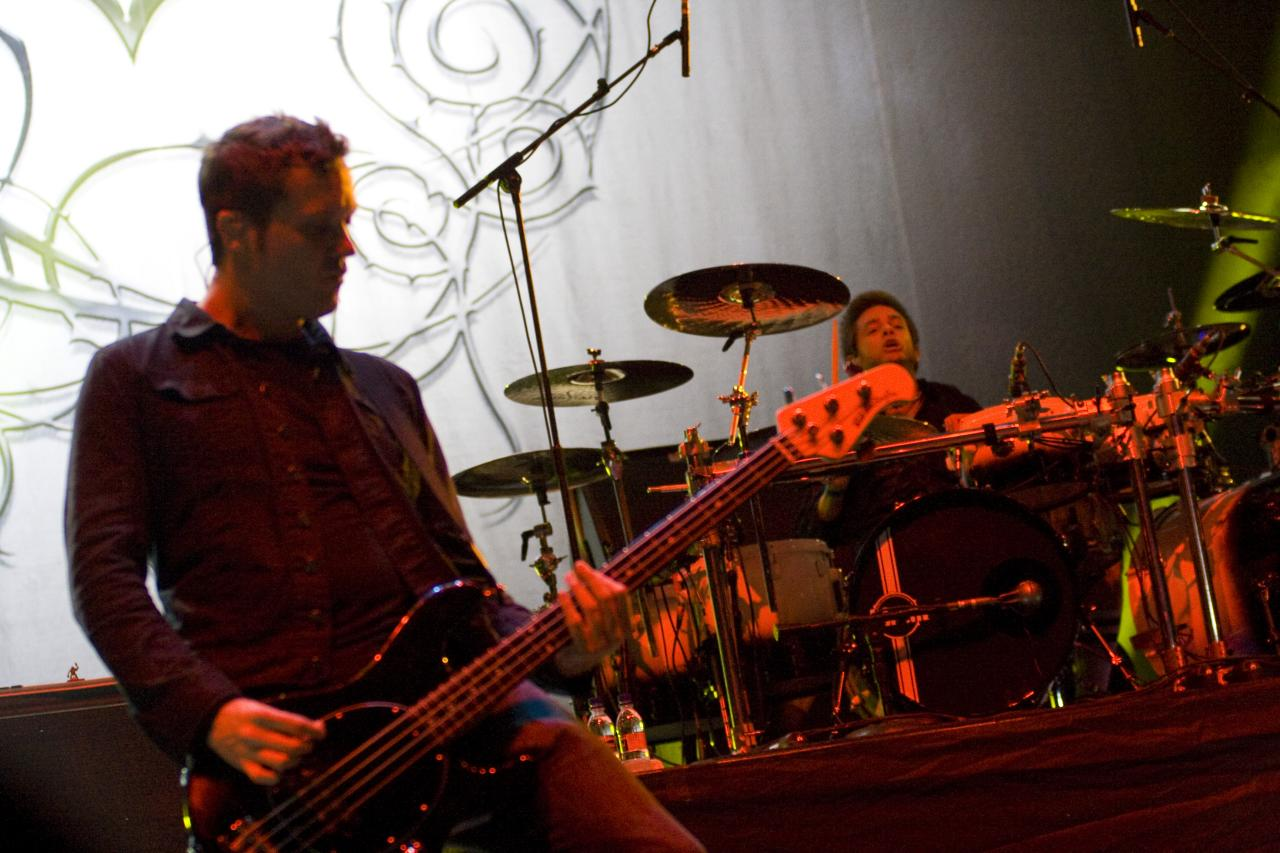
گروه راک آمریکایی اِونسنس در حال اجرا

اونسنس نام یک گروه راک آمریکایی است که از شهر لیتل راک از ایالت آرکنسای امریکا در سال ۱۹۹۵ با خواننده و پیانیستی به نام امی لی و گیتاریستی به نام بن مودی شروع به کار کرد.
این دو در سال ۱۹۹۴ همدیگر را در یک اردوگاه تابستانی در لیتل راک ملاقات کردند، جایی که مودی ۱۴ ساله به نوای پیانو امی لی ۱۳ ساله در حال نواختن آهنگ "I'd Do Anything For Love" اثر "Meat Loaf" گوش میکرد.
"Solitude" (تنهایی)، "Give Unto Me" (به نزد من) توسط امی لی و "Understanding"، "My Immortal" توسط مودی نوشته شد، اولین آهنگ‌هایی بود که با هم ساختند. آهنگ‌های آن دو از رادیو محلی پخش شد که موجب شناخته شدن گروه و تقاضا برای برگزاری کنسرت شد. سرانجام گروه در یک اجرای زنده ظاهر شدند و به یکی از گروه‌های منطقه تبدیل شدند و نام Evanescence را بر روی گروه گذاشتند.
پس از تهیه آلبوم‌های خصوصی، گروه اولین آلبوم تمام با نام Fallen (ساقط) در کمپانی Wind-Up Records در سال ۲۰۰۳ تدارک دید.
این آلبوم بیش از 17 میلیون نسخه در سطح جهانی فروش کرد و باعث بردن ۲ جایزه گرمی برای این
گروه شد. یک سال بعد، گروه اولین آلبوم زنده خود با نام Anywhere But Home (هرجایی به جز خانه) که بیش از یک میلیون نسخه فروش در سطح جهان را تدارک دید.
در سال ۲۰۰۶ گروه دومین آلبوم ضبط شده در استودیو را با نام The Open Door (درب باز) را ساخت که بیش از ۵ میلیون نسخه در کل جهان فروش داشت.
ساختار گروه چندین بار تغییر کرد و شروع آن با دیوید هاجز بود که در سال ۲۰۰۲ گروه را ترک کرد، به گفته اعضای گروه سبک آهنگ‌سازی هاجز اونسنس را به سمت راک مسیحی می برد. مدیر برنامه گروه و شاعر گروه بن مودی در سال ۲۰۰۳ گروه را ترک کرد در وسط تور، بیسیست گروه ویل بوید در ۲۰۰۶ به دنبال گیتاریست گروه جان له‌کامپت و در امر گروه راکی گری در سال ۲۰۰۷. با این ۲ تغییر آخر، گروه به یک گروه موقت تبدیل شد با این حال آن‌ها در برنامه‌های اجرای تور شرکت می‌کردند. در تاریخ ژوئن ۲۰۰۹ در وب سایت گروه نوید سومین آلبوم گروه در نیمه دوم سال ۲۰۱۰ داده شد. اما انتشار آلبوم سوم به تعویق افتاد و در سال ۲۰۱۱ این آلبوم با نام اونسنس (هم نام با گروه) منتشر شد.پس از آن هم جن ماجورا (Jen majura) در سال 2015 به گروه پیوست.در حال حاضر گروه خبر ساختن یک آلبوم جدید را به نام synthesis (سنتز) داده است.ساخت این آلبوم در سال 2017 آغاز شده‌است و یک آلبوم کاملاً متفاوت است.به گفته ی امی لی، این آلبوم با یک ارکستر ضبط شده و هیچ گونه گیتار الکتریک یا طبلی در آن وجود ندارد. البته این آلبوم فقط یک آلبوم پروژه‌ای بوده و پس از آن آلبوم دیگری با سبک متال از اونسنس منتشر خواهد شد.

## اعضا

### اعضای فعلی
- امی لی – خواننده اصلی، پیانو، کیبورد، چنگ (۱۹۹۵-تاکنون)
- اما انازی - گیتار بیس (۲.۲۲ تا کنون)
- تیم مک‌کورد – گیتار ریتم (۲۰۰۶-تاکنون)
- ویل هانت – درامز (اجراهای زنده ۲۰۰۷ و ۲۰۰۹؛ ۲۰۱۰-تاکنون)
- تروی مک‌لاوهورن – گیتار لید (اجراهای زنده ۲۰۰۷؛ ۲۰۱۱-تاکنون)

### اعضای پیشین
- بن مودی – گیتار لید (۱۹۹۵-۲۰۰۳)
- دیوید هاجز – کیبورد، پیانو، درامز، همخوان (۱۹۹۹-۲۰۰۲)
- جان له‌کامپت – گیتار ریتم، همخوان (۲۰۰۲-۲۰۰۷)
- راکی گری – درامز (۲۰۰۲-۲۰۰۷)
- ویل بوید – گیتار سنتي (۲۰۰۳-۲۰۰۶)
- تری بالسامو - گیتار لید (۲٠۱۵-۲٠٠۴)

جن ماجورا – گیتار ریتم (۲۰۲۱-۲۰۱۵)

## ترانه‌شناسی
- ساقط (۲۰۰۳)
- درب باز (۲۰۰۶)
- اونسنس (۲۰۱۱)
- سنتز (۲۰۱۷)
- حقیقت تلخ (۲۰۲۱)

## جوایز[۳]
| سال  | جایزه                     | گروه                                        | نامزد در                | نتیجه    |
| ---- | ------------------------- | ------------------------------------------- | ----------------------- | -------- |
| ۲۰۰۳ | جایزه کرنگ!               | بهترین تازه وارد بین‌المللی                  | اونسنس                  | برنده    |
| ۲۰۰۳ | جوایز موسیقی ام‌تی‌وی اروپا | بهترین آهنگ                                 | آهنگ "Bring Me to Life" | نامزدشده |
| ۲۰۰۳ | جوایز موسیقی ام‌تی‌وی اروپا | بهترین گروه                                 | اونسنس                  | نامزدشده |
| ۲۰۰۳ | جوایز موسیقی ام‌تی‌وی اروپا | بهترین اثر                                  | اونسنس                  | نامزدشده |
| ۲۰۰۴ | جایزه گرمی                | بهترین هنرمند جدید                          | اونسنس                  | برنده    |
| ۲۰۰۴ | جایزه گرمی                | بهترین اجرای هارد راک                       | آهنگ "Bring Me to Life" | برنده    |
| ۲۰۰۴ | جایزه گرمی                | آلبوم سال                                   | آلبوم "Fallen"          | نامزدشده |
| ۲۰۰۴ | جایزه گرمی                | بهترین آلبوم راک                            | آلبوم "Fallen"          | نامزدشده |
| ۲۰۰۴ | جایزه گرمی                | بهترین آهنگ راک                             | آهنگ "Bring Me to Life" | نامزدشده |
| ۲۰۰۴ | جوایز جهانی موسیقی        | بهترین هنرمند راک                           | اونسنس                  | برنده    |
| ۲۰۰۵ | جایزه گرمی                | بهترین اجرای پاپ دوصدایی یا گروه با خواننده | آهنگ "My Immortal"      | نامزدشده |
| ۲۰۰۶ | جوایز موسیقی ام‌تی‌وی اروپا | بهترین راک                                  | اونسنس                  | نامزدشده |
| ۲۰۰۷ | جوایز کرنگ!               | جذابترین زن                                 | امی لی                  | برنده    |
| ۲۰۰۷ | جوایز موسیقی ام‌تی‌وی اروپا | آلبوم سال                                   | آلبوم "The Open Door"   | برنده    |
| ۲۰۰۷ | جوایز موسیقی ام‌تی‌وی اروپا | Rock Out                                    | اونسنس                  | نامزدشده |
| ۲۰۰۸ | جایزه گرمی                | بهترین اجرای هارد راک                       | آهنگ "Sweet Sacrifice"  | نامزدشده |

## آثار متفرقه
- موزیک متن فیلم (۲۰۰۳) Daredevil شامل دو قطعه از آلبوم Fallen با نام‌های «My Immortal» و «Bring Me To Life» می‌شود همچنین قطعه «Going Under» در موزیک متن بازی (Enter The Matrix (۲۰۰۳ استفاده شده‌است.
- قطعه Breathe No More فقط در آلبوم موزیک متن فیلم (۲۰۰۵) Elektra قرار دارد.
- در سال ۲۰۱۰ برای حمایت از زلزله زدگان هائیتی، آهنگ «Together Again» برای دانلود قرار داده شد.
- ریمیکسی از آهنگ «Made Of Stone» در آلبوم موزیک متن فیلم (۲۰۱۲) Underworld: Awakening موجود است.
- ریمیکسی از آهنگ «New Way To Bleed» در آلبوم موزیک متن فیلم (۲۰۱۲) The Avengers موجود است.